# Adolf Schullerus
Adolf Schullerus (n. 7 martie 1864, Făgăraș, Principatul Transilvaniei - 28 ianuarie 1928, Sibiu, România) a fost unul dintre cei mai renumiți intelectuali sași ai timpului său, lingvist, istoric, etnolog, folclorist, scriitor și teolog. Între 1919-1926 a fost senator din partea Partidului German din România.

## Familia
Tatăl său, Gustav Adolf Schullerus, a fost pastor evanghelic în Făgăraș.
Dintre frații săi, au devenit cunoscuți Anna Schuller-Schullerus, povestitoare și scriitoare de limba germană, iar fratele său, Fritz Schullerus, a fost un pictor remarcabil, care a decedat tânăr.

## Scrieri
Urmând exemplul lui Lazăr Șăineanu, Adolf Schullers a încercat, în perioada interbelică, să ordoneze vastul material al prozei populare românești, îndeosebi cel circumscris basmului, după tipologia lui Antti Aarne, în vogă la vremea respectivă.
Adolf Schullerus a publicat o primă variantă a "Dicționarului dialectului săsesc din Transilvania" (Siebenbürgisch-Sächsisches Wörterbuch), care a apărut în 1908 la Strasbourg, la editura Karl Trübner.

### Pedagogie
- Handbuch für den magyarischen Sprachunterricht an Volksschulen mit deutscher Unterichtssprache, Sibiu, 1902
- „Carte de cetire și gramatica maghiară pentru școalele poporale în limba de propunere română”, împreună cu I. Popovici, Sibiu, 1904
- Michael Albert, sein Leben und Dichten. Hermannstadt 1898. – Bibliographie der Werke und Abhandlungen M. Albert’s im Korresp.-Blatt d. Vereins f. siebenb. Landeskunde 1898, S. 114–117.

### Beletristică
- De Wedmed, Brașov, 1891
- De Dilung (Die Teilung), Brașov, 1892
- Af dem Fraenverinsball (Auf dem Frauenvereinsball), Brașov, 1893
- Ein Tropfen Schlaf, Sibiu, 1896
- Die lange Nacht, Sibiu, 1899
- Erika Brukenthalia, Sibiu, 1901
- Vun em Daskel diden näst Zäcklesch kangd, (Despre un dascăl care nu înțelegea ungurește), Sibiu, 1906
- Geschichten vum Tschiripik (Geschihcten vom Tschiripik), Sibiu, 1928

- Tipologia basmelor românești și a variantelor lor - Editura Saeculum, 2006
- Siebenbürgisch-sächsische Volkskunde im Umriss, Leipzig, 1926; Augsburg, 1998
- Scurt tratat de etnografie a sașilor din Transilvania (Traducerea de către Bianca Bican a volumului Siebenbürgischsächsische Volkskunde im Umriß), Editura Meronia, București, 2003, ISBN 973-8200-35-0
- Siebenbürgisch-sächsisches Wörterbuch. Bd. 1. [A - C], Editura Gruyter, 1925
- Siebenbürgisch-sächsische Volkskunde, Editura Bechtermünz, 2001
- Aus dem Schatzhause der Heiligen Schrift: Sechs Vorlesungen über Bibel und Biblische Geschichte (1898), Kessinger Publishing, 2010, ISBN 1160509158 + ISBN 1160307660
- Ungarische Volksmärchen: Ausgewählt und übersetzt (1901) Kessinger Publishing, 2009, ISBN 1104518279 + ISBN 110456968X